# Glottrasjön, Närke
Glottrasjön är en sjö i Hallsbergs kommun i Närke och ingår i Motala ströms huvudavrinningsområde. Sjön är 3 meter djup, har en yta på 1,11 kvadratkilometer och är belägen 121 meter över havet. Sjön avvattnas av vattendraget Glottrabäcken.

## Delavrinningsområde
Glottrasjön ingår i det delavrinningsområde (653844-147630) som SMHI kallar för Utloppet av Glottrasjön. Medelhöjden är 124 meter över havet och ytan är 3,16 kvadratkilometer. Det finns inga avrinningsområden uppströms utan avrinningsområdet är högsta punkten. Glottrabäcken som avvattnar avrinningsområdet har biflödesordning 3, vilket innebär att vattnet flödar genom totalt 3 vattendrag innan det når havet efter 86 kilometer. Avrinningsområdet består mestadels av skog (54 procent). Avrinningsområdet har 1,11 kvadratkilometer vattenytor vilket ger det en sjöprocent på 35 procent.